# Jean Schramme
Jean Schramme (auch Jacques) (* 25. März 1929 in Brügge, Belgien; † 14. Dezember 1988 in Rondonópolis, Brasilien), genannt Black Jack, war ein belgischer Söldner, Plantagenbesitzer und verurteilter Mörder.

## Leben
Geboren als Sohn eines Anwalts, wanderte Schramme im Alter von 14 Jahren von Belgien in den Kongo aus. In der Nähe von Stanleyville, dem heutigen Kisangani, baute er eine große Plantage auf. Als nach der Unabhängigkeit des Kongo Anhänger von Patrice Lumumba die Plantage verwüsteten, flüchtete Schramme und gründete eine Selbstschutzgruppe, die „grüne Kampftruppe“. Über Uganda gelangte Schramme Anfang 1961 in die neu gegründete Republik Katanga, wo er sich zunächst einer Einheit aus einheimischen Weißen und ausländischen Söldnern anschloss, die sich als 4 Commando bezeichnete. Später führte er im Rang eines Majors seine eigene Einheit mit dem Namen „Gruppe Leopard“. Die Mannschaften rekrutierten sich aus Jugendlichen der lokalen Stämme, die Offiziere waren ehemalige Plantagenbesitzer. Während andere Einheiten auf die strikte Trennung von Weißen und Einheimischen an der Front und in der Etappe achteten, lebten bei Schramme beide Gruppen eng zusammen. Zusammen mit Bob Denard und Mike Hoare war Schramme einer der wichtigsten Söldnerführer in der Armee Katangas. Sie schlugen den Aufstand der Baluba im Norden Katangas nieder, indem sie Dörfer niederbrannten, die Einwohner massakrierten und Gefangene folterten und ermordeten. Auch gegen die UN-Truppen konnten sich die Söldner-Einheiten zunächst behaupten, doch schließlich mussten sie immer größere Teile Katangas räumen. Im Januar 1963 zog sich Schramme mit rund 100 weiteren Söldnern nach Angola zurück.
Als zu Beginn des Jahres 1964 die Simba-Rebellion losbrach, marschierte Schramme (mittlerweile im Rang eines Oberstleutnants) mit 8000 ehemaligen Soldaten der Katanga-Armee, die sich in Angola gesammelt hatten, wieder im Kongo ein. Im Osten der heutigen Provinz Maniema schlug er in der Nähe seiner einstigen Plantage sein Hauptquartier auf, seine Einheit bezeichnete er als 10 Commando. Um die Kontrolle über das ihm zugeteilte Gebiet zu erlangen, organisierte Schramme eine Flottille aus Fähren und Motorbooten auf den Nebenflüssen des Lualaba. Die Fähren transportierten bewaffnete Jeeps, mit denen Schrammes Soldaten entlang der Flussläufe auf Straßen und Eisenbahntrassen vorstoßen konnten. 
1967 war Schramme Anführer der Söldnerrebellion in der Demokratischen Republik Kongo, die am 5. Juli 1967 in Stanleyville ausbrach. Von Stanleyville aus schlug sich Schramme mit seiner Truppe („Weiße Riesen“) nach Bukavu durch, das sie am 8. August 1967 erreichten. In Bukavu wurde die mittlerweile etwa 1500 Mann starke Truppe von Einheiten der kongolesischen Armee eingekesselt, Bob Denard versuchte von Angola aus mit einer weiteren Söldnertruppe Bukavu zu entsetzen, wurde aber zurückgeschlagen. Schramme konnte sich nach sieben Wochen schließlich mit den letzten Überlebenden seiner Truppe am 6. November 1967 nach Ruanda in Sicherheit bringen.
Kurz nach seiner Rückkehr nach Belgien im Jahr 1968 wurde Schramme wegen des mutmaßlichen Mords an einem weißen Farmer in Katanga verhaftet und am 17. April 1986 wegen Mordes zu 20 Jahren Haft rechtskräftig verurteilt. Während des Verfahrens wurde Schramme die Ausreise nach Brasilien erlaubt, wo er bis zu seinem Tod eine Plantage betrieb.
In dem Roman Die Hunde des Krieges von Frederick Forsyth sind tatsächliche Geschehnisse im Kongo um Jean Schramme in die fiktive Handlung montiert.

## Werke
- Le Bataillon Léopard/The Leopard Battalion, 1969